# Diachrysia disiunctaurea
Diachrysia disiunctaurea är en fjärilsart som beskrevs av Arnold Spuler 1907. Diachrysia disiunctaurea ingår i släktet Diachrysia och familjen nattflyn. Inga underarter finns listade i Catalogue of Life.